# Кодрень (Чимішлійський район)
Кодрень (рум. Codreni) — село в Молдові в Чимішлійському районі. Є центром однойменної комуни, до складу якої також входить село з залізничною станцією Злоць.

## Відомі люди
- Ніколае Добіжа — молдовський поет, письменник, політичний діяч.